# Carmen Olarte
Carmen Olarte es una actriz de doblaje venezolana, es conocida por ser la voz de Fifi la Fume en Tiny Toons en Español Latino, también hizo el doblaje de Amelia Wil Tesla Seyruun en Slayers y a Meloso en Almendrita en la versión latinoamericana de los animes.

## Vida personal
Actualmente, Olarte vive en el estado de Virginia, Estados Unidos.

## Filmografía

### Anime
- Amelia - Slayers
- Kathy - Goal FH
- Meloso - Almendrita

### Animation
- Fifi La Fume - Tiny Toons
- Pimientosa - ¡Histeria!
- Jake - Taz-Mania
- Meg - Mega Babies
- Super Girl - New Adventures of Superman
- Jay Jay - Jay Jay, el avioncito